# Holoscolia huebneri
Holoscolia huebneri is een vlinder uit de familie sikkelmotten (Oecophoridae). De wetenschappelijke naam is voor het eerst geldig gepubliceerd in 1980 door Kocak.
De soort komt voor in Europa.